# Judith von Halle
Judith von Halle (Berlijn, 1972) is een Duitse architect, antroposofe en auteur. 

## Leven
Von Halle werd als enig kind van Joodse ouders geboren. Ze bezocht een rooms-katholiek gymnasium in Berlijn en een School in de VS. In Berlijn studeerde ze vervolgens architectuur, eerst aan de Universiteit der Kunsten, daarna aan de Technische Universiteit. In 1998 studeerde ze af als ingenieur waarna ze als architekt werkzaam was. In 1997 kwam ze in contact met de antroposofie. Ze werd medewerker van het Rudolf-Steiner-Haus in Berlijn en houdt daar en op andere plaatsen sinds 2001 lezingen. In 2002 trouwde ze met de  Berlijnse antroposoof en architekt Carl-August von Halle, in wiens kantoor ze toen werkzaam was.
Judith von Halle stelt haar mystieke ervaringen in dienst van de antroposofie en met name van het beter begrijpen van het Christus-mysterie. Onder antroposofen is ze evenwel omstreden.

## Werken
- „Und wäre Er nicht auferstanden“... Die Christus-Stationen auf dem Weg zum geistigen Menschen (met Peter Tradowsky). Verlag am Goetheanum, Dornach 2005, ISBN 3-7235-1255-0; Nederlandse vertaling: ’En als Hij niet was opgestaan...’, de Christus-stadia op de weg naar de geestelijke mens; Christofoor ISBN 9789060387009
- Das Vaterunser. Das lebendige Wort Gottes. Verlag am Goetheanum, Dornach 2006, ISBN 3-7235-1274-7; Nederlandse vertaling: Het Onze Vader, het levende Woord van God; Christofoor ISBN 9789062388578
- Von den Geheimnissen des Kreuzweges und des Gralsblutes. Mysterium der Verwandlung. Verlag am Goetheanum, Dornach 2006, ISBN 3-7235-1287-9
- Das Abendmahl. Vom christlichen Kultus zur Transsubstantiation. Verlag am Goetheanum, Dornach 2006, ISBN 3-7235-1288-7; Nederlandse vertaling: Het avondmaal, van voorchristelijke cultus tot transsubstantiatie; Christofoor ISBN 9789060388839
- Das Christliche aus dem Holze herausschlagen... Rudolf Steiner, Edith Maryon und die Christus-Plastik. Verlag am Goetheanum, Dornach 2007, ISBN 978-3-7235-1296-8
- Von Krankheiten und Heilungen und von der Mysteriensprache in den Evangelien. Verlag am Goetheanum, Dornach 2007, ISBN 978-3-7235-1314-9
- Der Abstieg in die Erdenschichten. Auf dem anthroposophischen Schulungsweg. Verlag am Goetheanum, Dornach 2008, ISBN 978-3-7235-1322-4
- Die Holzplastik des Goetheanum. „Der Menschheitsrepräsentant zwischen Luzifer und Ahriman“ (met A. John Wilkes). Verlag am Goetheanum, Dornach 2008, ISBN 978-3-7235-1330-9
- Vom Mysterium des Lazarus und der drei Johannes: Johannes der Täufer, Johannes der Evangelist, Johannes Zebedäus. Verlag für Anthroposophie, Dornach 2009, ISBN 978-3-03769-014-7; Nederlandse vertaling: Over het mysterie van Lazarus en de drie Johannesfiguren; Cichorei 2014 ISBN 9789491748080
- Vom Leben in der Zeitenwende und seinen spirituellen Hintergründen. Verlag für Anthroposophie, Dornach 2009, ISBN 978-3-03769-015-4
- Der Weihnachtsgedanke der Isis-Horus-Mythe. Vom monotheistischen Urverständnis der ägyptischen Mysterien. Verlag für Anthroposophie, Dornach 2009, ISBN 978-3-03769-016-1
- Die Demenzerkrankung. Anthroposophische Gesichtspunkte. Verlag für Anthroposophie, Dornach 2009, ISBN 978-3-03769-017-8
- Die Christus-Begegnung der Gegenwart und der Geist des Goetheanum. Verlag für Anthroposophie, Dornach 2010, ISBN 978-3-03769-026-0
- Krise und Chance. Die Freie Hochschule und ihre Bedeutung für das Karma der Anthroposophischen Gesellschaft. Verlag für Anthroposophie, Dornach 2010, ISBN 978-3-03769-029-1
- Rudolf Steiner - Meister der Weißen Loge. Zur okkulten Biographie, Verlag für Anthroposophie, Dornach 2011, ISBN 978-3-03769-030-7; Nederlandse vertaling: Rudolf Steiner - meester van de witte loge; Cichorei 2013 ISBN 9789491748035
- Die Templer, Band I, Verlag für Anthroposophie, Dornach 2012; Nederlandse vertaling: De tempeliers; deel 1: de graalsimpuls in het inwijdingsritueel van de orde van de tempeliers; Cichorei 2014 ISBN 9789491748103
- Anna Katharina Emmerick. Eine Rehabilitation, Verlag für Anthroposophie, Dornach 2013; Nederlandse vertaling: Anna Katharina Emmerick; Cichorei 2013 ISBN 9789491748066
- Die Templer, Band II, Verlag für Anthroposophie, Dornach 2013